# Justicia multinodis
Justicia multinodis är en akantusväxtart som beskrevs av Raymond Benoist. Justicia multinodis ingår i släktet Justicia och familjen akantusväxter. Inga underarter finns listade i Catalogue of Life.